# Chamberí
Chamberí je jeden z 21 městských obvodů španělského hlavního města Madridu, nachází se severně od centra města. Má rozlohu 4,68 km² a žije v něm přibližně 138 tisíc obyvatel. Obvod leží na rozhraní historických a moderních částí Madridu, v takzvané středové mandli města (španělsky almendra central). Obvod má pořadové číslo 7. Radnice obvodu se nachází na náměstí Plaza de Chamberí.

## Název
Název čtvrti, Chamberí, nemá jasný původ. Název je poprvé zaznamenáno v mapě Madridu z roku 1761. Tento fakt hovoří proti oblíbenému vysvětlení, že název pochází od francouzského města Chambéry. Název měl údajně vzniknou za okupace napoleonskými vojsky (to bylo ale později, než byl název poprvé zaznamenán).

## Historie
Ve středověku území původně patřilo řádu templářů. Tehdy bylo území pokryto lesy a sloužilo příslušníkům královského dvora k pořádání honů. Posléze bylo zemědělsky využíváno. Na přelomu 18. a 19. století se na území začaly objevovat první budovy a také lehčí průmysl (cihelny). Během 19. století pak bylo území prakticky celé pokryto zástavbou.

## Vymezení a členění
Obvod Chamberí je vymezen:

Administrativní členění obvodu Chamberí

- Ze západu ulicemi calle de la Princesa, calle de Meléndez Valdés, calle del Arcipreste de Hita, calle de Isaac Peral a třídou paseo de Juan XXIII.
- Z jihu ulicemi calle de Alberto Aguilera, calle de Carranza, calle de Sagasta; náměstím plaza de Alonso Martínez, ulicí calle de Génova a náměstím Kryštofa Kolumba (plaza de Colón).
- Z východu třídou paseo de la Castellana.
- Ze severu náměstím Plaza de la Moncloa, ulicemi Avenida de la Reina Victoria a calle de Raimundo Fernández Villaverde a náměstím Glorieta de Cuatro Caminos.

Obvod se skládá ze šesti čtvrtí (barrios):
- Gaztambide (71)
- Arapiles (72)
- Trafalgar (73)
- Almagro (74)
- Ríos Rosas (75)
- Vallehermoso (76)

Chamberí sousedí na západě s obvodem Moncloa – Aravaca, na severu s obvodem Tetuán, na východě s obvody Chamartín a Salamanca a na jihu s obvodem Centro.

## Vzdělání
Na území obvodu se nachází 17 mateřských škol (2 veřejné a 15 soukromých) a 27 veřejných základních a středních škol.

## Doprava

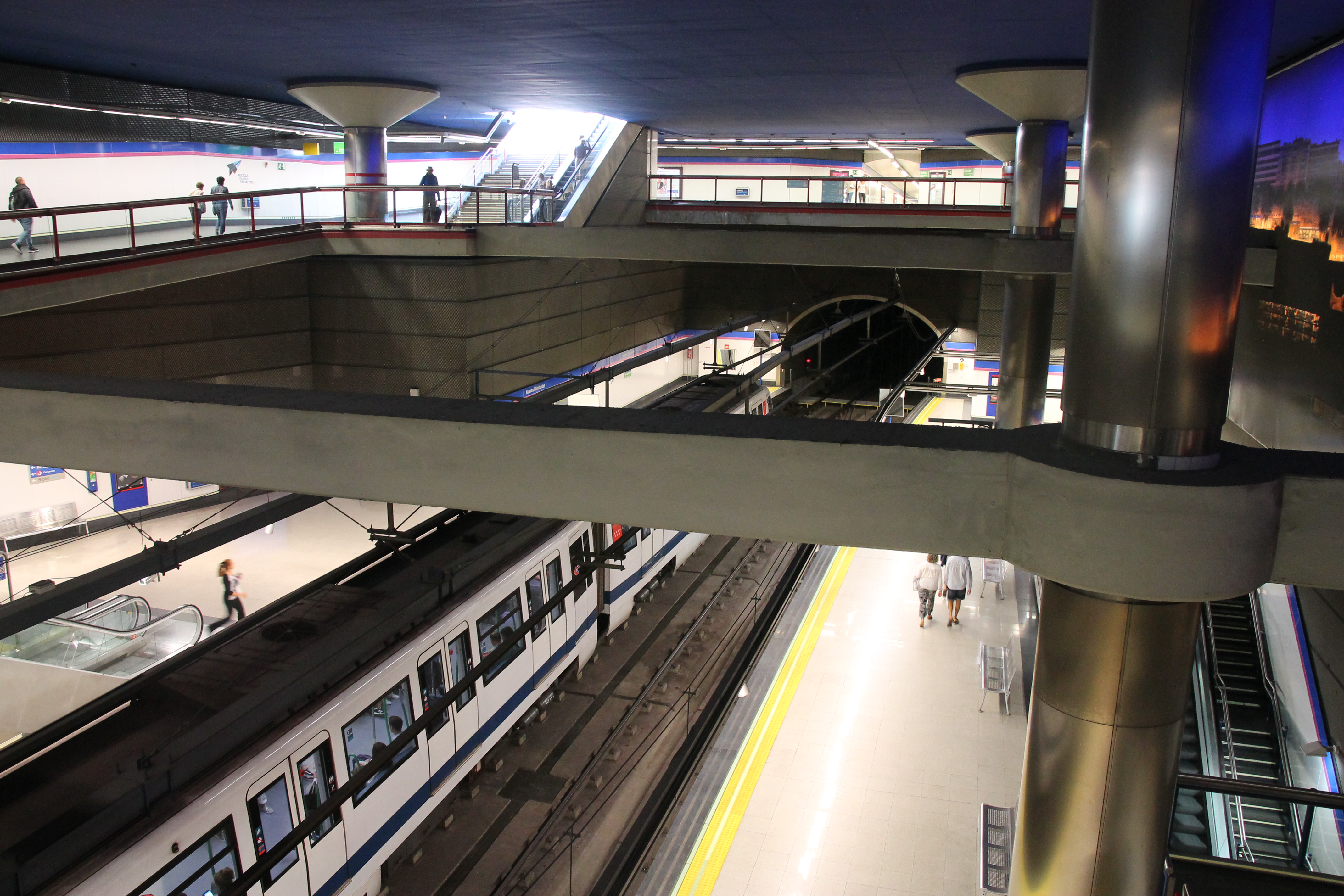
Přestup ve stanici Nuevos Ministerios

### Silniční doprava
Hlavními silničními komunikačními tepnami jsou dvojice ulic calle Cea Bermúdez – calle José Abascal a calle Ríos Rosas – avenida de Filipinas, které procházejí západo-východním směrem.

### Železnice
Obvodem procházejí linky příměstské železnice Cercanías Madrid, které zastavují ve stanici Nuevos Ministerios. Jedná se o linky C-1, C-2, C-3, C-4, C-7, C-8 a C-10.

### Metro a lehké metro
Na území obvodu se nacházejí mnohé stanice metra a obvod je tak velmi dobře propojen se zbytkem města. Stanice patří k následujícím linkám:
- – stanice Cuatro Caminos, Ríos Rosas, Iglesia a Bilbao. Stanice Chamberí, která byla v roce 1966 uzavřena, dnes slouží jako muzeum.
- – stanice Cuatro Caminos, Canal, Quevedo a San Bernardo
- – stanice Moncloa a Argüelles
- – stanice Argüelles, San Bernardo, Bilbao, Alonso Martínez a Colón.
- – stanice Rubén Darío a Alonso Martínez.
- – stanice Nuevos Ministerios, Cuatro Caminos, Guzmán el Bueno, Metropolitano, Moncloa a Argüelles
- – stanice Guzmán el Bueno, Islas Filipinas, Canal, Alonso Cano a Gregorio Marañón
- – stanice Nuevos Ministerios
- – stanice Alonso Martínez, Gregorio Marañón a Nuevos Ministerios

### Autobusy
V obvodu je provozováno velké množství denních a nočních autobusových linek.

## Významná místa a budovy

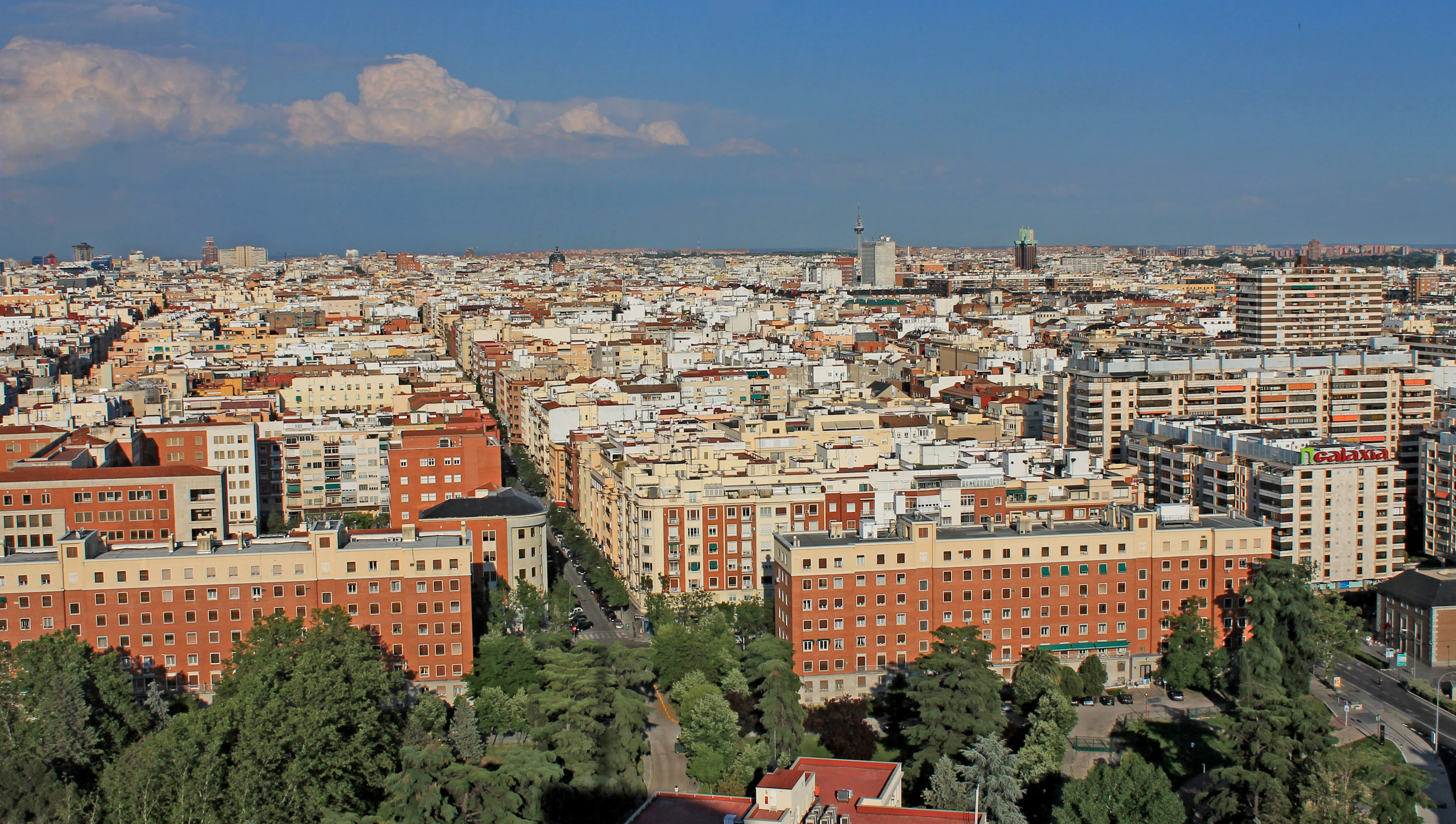
Pohled na Chamberí z Faro de Moncloa

- Hospital de Maudes – bývalá nemocnice, dnes administrativní budova madridské radnice
- Kostel sv. Terezie a sv. Alžběty
- Ústavní soud Španělska
- Torres de Colón – moderní výšková budova
- Nuevos Ministerios – budovy ministerstev